# Anders Diös

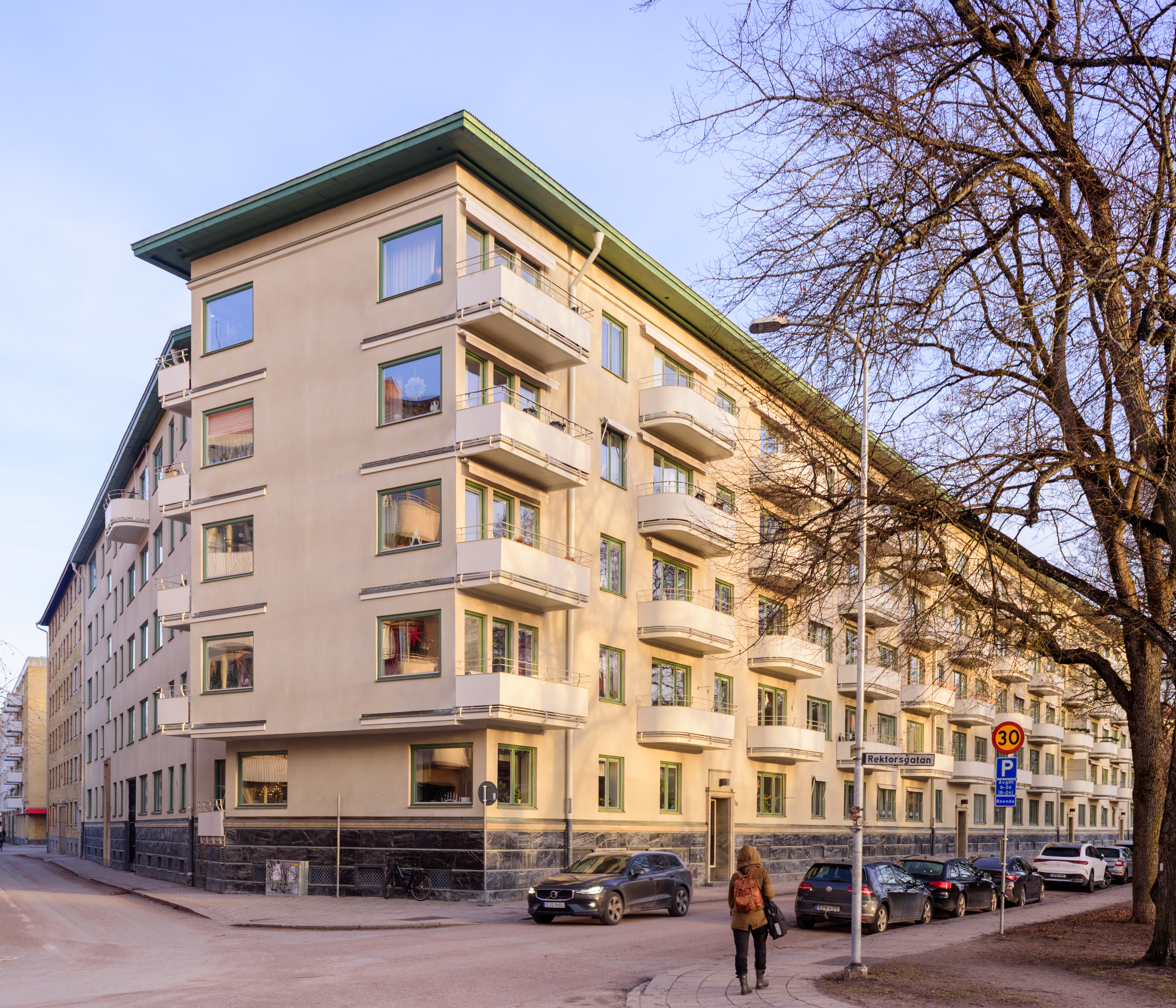
Börjegatan 1-3 byggt av Anders Diös 1936 efter ritningar av Uppsalas stadsarkitekt Gunnar Leche.

Anders Viktor Diös, ursprungligen Djus Anders Andersson, född 21 februari 1891 i Våmhus socken i Dalarna, död 18 juli 1986 i Uppsala, var en svensk byggmästare, företagsledare och mecenat.

## Biografi
Anders Diös studerade vid Mora folkhögskola och Borås tekniska elementarskola innan han 1921 startade Byggnadsfirman Anders Diös AB i Sala. Han fick sitt första större byggprojekt 1925 i Uppsala, Vaksalaskolan, som senare kom att följas av en lång rad andra. Firman skulle med tiden komma att bli en av Sveriges största byggkoncerner med omkring 4000 anställda.
Diös var kulturhistorisk intresserad och donerade generöst till bland annat Uppsala universitet och Västmanlands-Dala nation. Hans intresse för vetenskaplig forskning, med fokus på hembygden i Dalarna, belönades med flera utmärkelser. I Göteborgs innerstad donerade Diös 1971 Drottning Kristinas jaktslott till Kulturminnesföreningen Otterhällan. Ett annat exempel på Diös kulturgärning och intresse för kulturminnesvård är Gysinge Herrgård som räddades från rivning 1969 och därefter restaurerades 1970-1971.
Diös, som var aktiv i företaget fram till sin död 1986, ligger begravd på Våmhus kyrkogård.

### Familj
Anders Diös, som tillhörde dalasläkten Djus, var son till Djus Anders Andersson (född 1862 i Våmhus, död 1940) och Mårten Anna Olsdotter (född 1860 i Våmhus, död 1910).  Fadern var hemmansägare och timmerman med släktrötter i byn Bonäs. Modern hade som ung arbetat ett par år som hårkulla i Sankt Petersburg.  Diös hade nio syskon och var syssling till ”busskungen” Eric Wickman.  Sju av syskonen nådde vuxen ålder, varav fyra flyttade till USA.  Morfadern, Mårten Olof Eriksson, var pionjär och ledargestalt inom baptiströrelsen i Våmhus.  Mormodern, Martis Kari, sålde hårarbeten i England och Skottland där hon var verksam en stor del av sitt liv.  Diös gifte sig 1912 med Lisa Jansson (född 1889 i Göteborg, död 1972 i Uppsala).  Paret fick tre döttrar, Mary gift Östborn (1912–1999), Stina gift Eriksson (1915-1983) och Brita gift Norén (1922-2020).

### De tidiga åren
Diös föddes i byn Indor i Våmhus socken i nordvästra Dalarna. Han hade gott läshuvud och började skolan som sexåring.  Diös visade tidigt intresse för affärer och bedrev i skolåldern handel med knäck, vykort och brödlimpor. Som barn lärde han sig fläta korgar hos byns skickligaste korgmakare ”Frek Olof”. Åren 1904 och 1905 fick han följa sockenfolk till Stockholm för att sälja korgar på Kornhamnstorg.
Genom Emma och Anders Zorns frikostighet togs Diös in som elev på den av Zorn grundade folkhögskolan i Mora. För den unge bondpojken blev året på Skeriol livsavgörande (1907). Tack vare ett studielån från makarna Zorn (1.500 kronor) kunde han utbilda sig till byggnadsingenjör vid Borås tekniska elementarskola.  Efter studierna flyttade Diös till Sala där han arbetade som facklärare i byggteknik. Vid sidan av lärartjänsten drev han fram till 1921 konsulterande verksamhet.

### Företaget
Byggnadsfirman Anders Diös grundades 1921 i Sala. År 1928 flyttades firman till Uppsala. Tidiga byggprojekt i Uppsala var Vaksalaskolan samt ombyggnader av domkyrkan och Uppsala slott. Firman växte snabbt och under 1930- och 1940-talen öppnades filialer över hela Mellansverige. Företaget byggde bostäder (inte minst föreningshus), ladugårdar, sjukhus, skolor, fabriker, försvarsanläggningar, akademiska byggnader, affärshus, sport- och simhallar och kyrkor.  Några av de städer där firman etablerade sig var Västerås, Köping, Ludvika, Sundsvall, Karlstad, Nyköping, Fagersta, Stockholm, Borlänge och Gävle.
Efter krigsåren fortsatte expansionen. Nya filialer öppnades och från 1950-talet och framåt var Anders Diös AB ett av Sveriges största byggföretag. Under 1960- och 1970-talen drog företaget stor fördel av miljonprogrammet, men expanderade även genom uppköp av mindre firmor. I mitten av 1970-talet skedde en omsvängning i svensk byggsektor.  Efterfrågan på flerbostadshus föll kraftigt till följd av lågkonjunktur och svag ekonomisk tillväxt. Diöskoncernen klarade omställningen bra eftersom basen för byggproduktionen alltid hade varit förhållandevis bred.
Genom åren kom Diös att samarbeta med en rad framstående arkitekter och konstnärer, däribland Alvar Aalto, Ragnar Östberg, Ivar Tengbom, Peter Celsing, Erik Hahr, Carl Milles, Arvid Knöppel, Gösta Backlund och Axel Wallenberg.
Två projekt som låg Diös särskilt varmt om hjärtat var restaureringen av Våmhus kyrka och bygget av Zornmuseet.  År 1953 påbörjades restaureringen av Våmhus kyrka i samarbete med sysslingen Eric Wickman. ”The Greyhound King”   bekostade materialet och Diös utförandet.  Vid ett planeringsmöte inför bygget av Zornmuseet fick Diös möjlighet att återlämna studielånet. Han dubblerade summan och Emma Zorn lät genast pengarna gå vidare till en ny, lovande elev.  Zornmuseet ritades av Ragnar Östberg och invigdes 1939. 
I slutet av sin levnadsbana var Diös byggbranschens ”grand old man” och en av landets mest ansedda företagsledare.  Efter Diös bortgång 1986 såldes byggrörelsen i två omgångar och så småningom även fastighetsinnehavet. Idag finns företaget Diös Fastigheter AB, som dock enbart har namnet gemensamt med den gamla bygg- och fastighetskoncernen.

### Diösgården
Diösgården, i byn Bonäs utanför Mora, var den plats där Diös tillbringade merparten av sin fritid. Gården stod alltid öppen för vänner och bekanta och där var ofta middagar och andra tillställningar. Gårdens tillkomst kan till stor del tillskrivas Emma Zorn. Vid ett samtal mellan Zorn och Diös om Zornmuseet fick Diös frågan varför han inte hade ett hem i Dalarna, timrat i genuin gammal dalastil. Det dröjde inte länge förrän bygget var igång och 1937 stod gården delvis klar för inflyttning. År 1938 slutfördes arbetet och det numera traditionella midsommarfirandet tog sin början. Med tiden kom gården att rymma tolv byggnader, varav en del är ditflyttade. En av dessa är Sparrladan från Indor som byggdes 1574.
I nära anslutning till Diösgården lät paret Diös uppföra Bonäs Bygdegård. Bygdegården stod färdig 1966 och förvaltas av Stiftelsen Bonäs Bygdegård.

## Utmärkelser och ledamotskap i urval
- Kommendör av första klassen av Kungl. Vasaorden
- Hedersdoktor vid Humanistiska fakulteten, Uppsala universitet
- Illis Quorum av åttonde storleken
- Kungl. Gustav Adolfs Akademiens stora guldmedalj
- Mora sockens kulturpris
- Ledamot av Kungl. Vitterhetsakademien
- Ledamot av Kungl. Gustav Adolfs Akademien
- Hedersledamot av Västmanlands-Dala nation, Uppsala universitet
- Hedersledamot av Värmlands nation, Uppsala universitet
- Hedersledamot av Norrlands nation, Uppsala universitet
- Hedersledamot av Göteborgs nation, Uppsala universitet
- Hedersledamot av Gotlands nation, Uppsala universitet
- Hedersledamot av Orphei Drängar
- Hedersledamot av Sancte Örjens Gille
- Hedersledamot av Upplands fornminnesförening och hembygdsförbund
- Hedersledamot av Uppsala Byggmästareförening
- Hedersledamot av Svenska Byggnadsentreprenörsföreningen
- Hedersledamot av Stockholms Byggnadsförening
- Ständig ledamot av Föreningen Margarethahemmet

## Andra hedersbetygelser
- 1962 gavs en institutionsbyggnad i Uppsala namnet Anders Diös institut för kärnspektroskopi
- 1965 avtäcktes på Västmanlands-Dala nation en porträttbyst av Diös
- 2023 döptes ett torg i Uppsala till Anders Diös torg
- 2024 nedlades på Kyrkogatan i centrala Mora en minnessten

## Byggprojekt i urval
- 1925 Vaksalaskolan i Uppsala
- 1927 Rådhuset i Sala (renovering)
- 1930 Värmlands nationshus i Uppsala
- 1931 Rikssalen på Uppsala slott (restaurering)
- 1933 Läroverket i Strängnäs
- 1939 Zornmuséet i Mora
- 1941 Stadsbiblioteket i Uppsala
- 1946 Nymans verkstäder i Uppsala
- 1951 Turistföreningens station i Abisko
- 1955 Anatomiska teatern i Gustavianum (restaurering)
- 1956 Ortvikens pappersbruk i Sundsvall
- 1960 Studentstaden i Uppsala
- 1961 Åhlénshuset i Uppsala
- 1963 Skansens anläggning för pingviner och sjölejon i Stockholm
- 1965 Alphyddan i Nacka
- 1965 Västmanlands-Dala nationshus i Uppsala
- 1967 Filmhuset på Gärdet i Stockholm
- 1970 Skoklosters slott (restaurering)
- 1973 Gottsunda centrum i Uppsala
- 1978 Självstyrelsegården på Åland
- 1980 Pingstkyrkan i Jönköping
- 1980 Brf Terrassen i Upplands Väsby[32]
- 1982 Palmhuset i Göteborg (totalrenovering)
- 1983 Hotell Panorama i Göteborg
- 1984 Mälarforum i Strängnäs
- 1986 Skarpnäcksstaden (sydöstra delen) i Stockholm